# Malin Diaz Pettersson
Malin Sophie Diaz Pettersson (3 gennaio 1994) è una calciatrice svedese, di ruolo centrocampista.
Figlia di padre svedese e di madre cilena, scappata in Europa all'età di 8 anni dopo il colpo di stato del 1973, della quale conserva il cognome, nella sua carriera ha giocato prevalentemente in Damallsvenskan, primo livello del campionato nazionale di categoria, indossando inoltre la maglia delle nazionali giovanili svedesi tra la Under-15 e la Under-23, tra cui la Under-19 con cui si è laureata Campionessa d'Europa di categoria nell'edizione di Turchia 2012 siglando in finale la rete della vittoria, fino alla nazionale maggiore, collezionando 12 presenze tra il 2014 e il 2016 e partecipando al Mondiale di Canada 2015.

## Palmarès

### Club
- Campionato svedese di seconda divisione: 1

AIK: 2011

### Nazionale
- Campionato d'Europa under 19: 1

Turchia 2012